# Katol
Katol è una città dell'India di 37.417 abitanti, situata nel distretto di Nagpur, nello stato federato del Maharashtra. In base al numero di abitanti la città rientra nella classe III (da 20.000 a 49.999 persone).

## Geografia fisica
La città è situata a 21° 16' 0 N e 78° 34' 60 E e ha un'altitudine di 416 m s.l.m..

## Società

### Evoluzione demografica
Al censimento del 2001 la popolazione di Katol assommava a 37.417 persone, delle quali 19.271 maschi e 18.146 femmine. I bambini di età inferiore o uguale ai sei anni assommavano a 4.359, dei quali 2.272 maschi e 2.087 femmine. Infine, coloro che erano in grado di saper almeno leggere e scrivere erano 28.851, dei quali 15.739 maschi e 13.112 femmine.